# Francisco Contreras Báez
Francisco Contreras Báez (Culiacán, Sinaloa; 16 de mayo de 1999) es un futbolista mexicano. Su posición es Mediocampista y su actual club es agente libre Club Tijuana de la Liga MX.

## Trayectoria

### FC Juárez
El 9 de julio de 2020 se hace oficial su llegada al FC Juárez. Su debut con el equipo fronterizo fue el 30 de agosto en la jornada 7 del torneo de liga ante el CF Monterrey entrando de cambio al minuto 77' por Jesús Zavala, al final el encuentro terminó con la derrota de su club por marcador de dos a uno.

### Club Tijuana
El 17 de junio de 2022 se anuncia su llegada al Club Tijuana.

## Estadísticas

### Clubes
Actualizado al último partido jugado el 21 de febrero de 2025.
| Dorados de Sinaloa · México       | 2.ª                 | 2017                | 1   | 0 | 1  | 0 | - | - | 2   | 0 | 0.00 |
| Dorados de Sinaloa · México       | 2.ª                 | 2017-18             | 0   | 0 | 4  | 0 | - | - | 4   | 0 | 0.00 |
| Dorados de Sinaloa · México       | 2.ª                 | 2018-19             | 10  | 0 | 10 | 1 | - | - | 20  | 1 | 0.05 |
| Dorados de Sinaloa · México       | 2.ª                 | 2019-20             | 14  | 1 | 6  | 0 | - | - | 20  | 1 | 0.05 |
| Dorados de Sinaloa · México       | Total               | Total               | 25  | 1 | 21 | 1 | 0 | 0 | 46  | 2 | 0.04 |
| F. C. Juárez · México             | 1.ª                 | 2020-21             | 14  | 0 | -  | - | - | - | 14  | 0 | 0.00 |
| F. C. Juárez · México             | 1.ª                 | 2021-22             | 2   | 0 | -  | - | - | - | 2   | 0 | 0.00 |
| F. C. Juárez · México             | Total               | Total               | 16  | 0 | 0  | 0 | 0 | 0 | 16  | 0 | 0.00 |
| C. Tijuana · México               | 1.ª                 | 2022-23             | 20  | 0 | -  | - | - | - | 20  | 0 | 0.00 |
| C. Tijuana · México               | 1.ª                 | 2023-24             | 28  | 0 | -  | - | 2 | 0 | 30  | 0 | 0.00 |
| C. Tijuana · México               | 1.ª                 | 2024-25             | 19  | 0 | -  | - | 2 | 0 | 21  | 0 | 0.00 |
| C. Tijuana · México               | Total               | Total               | 62  | 0 | 0  | 0 | 4 | 0 | 66  | 0 | 0.00 |
| Total en su carrera               | Total en su carrera | Total en su carrera | 108 | 1 | 21 | 1 | 4 | 0 | 133 | 2 | 0.04 |
| (1) Incluye datos de Copa México. |                     |                     |     |   |    |   |   |   |     |   |      |